# Маденієтський сільський округ (Жалагаський район)
Маденіє́тський сільський округ (каз. Мәдениет ауылдық округі, рос. Мадениетский сельский округ) — адміністративна одиниця у складі Жалагаського району Кизилординської області Казахстану. Адміністративний центр та єдиний населений пункт — село Маденієт.
Населення — 1951 особа (2021; 2161 у 2009, 2538 у 1999, 3368 у 1989).
Станом на 1989 рік існувала Первомайська сільська рада (село Маденієт), станом на 1999 та 2009 років до складу округу також входили села Акколка та Тасшоки колишньої Жанадар'їнської сільради.